# José Noja Ortega

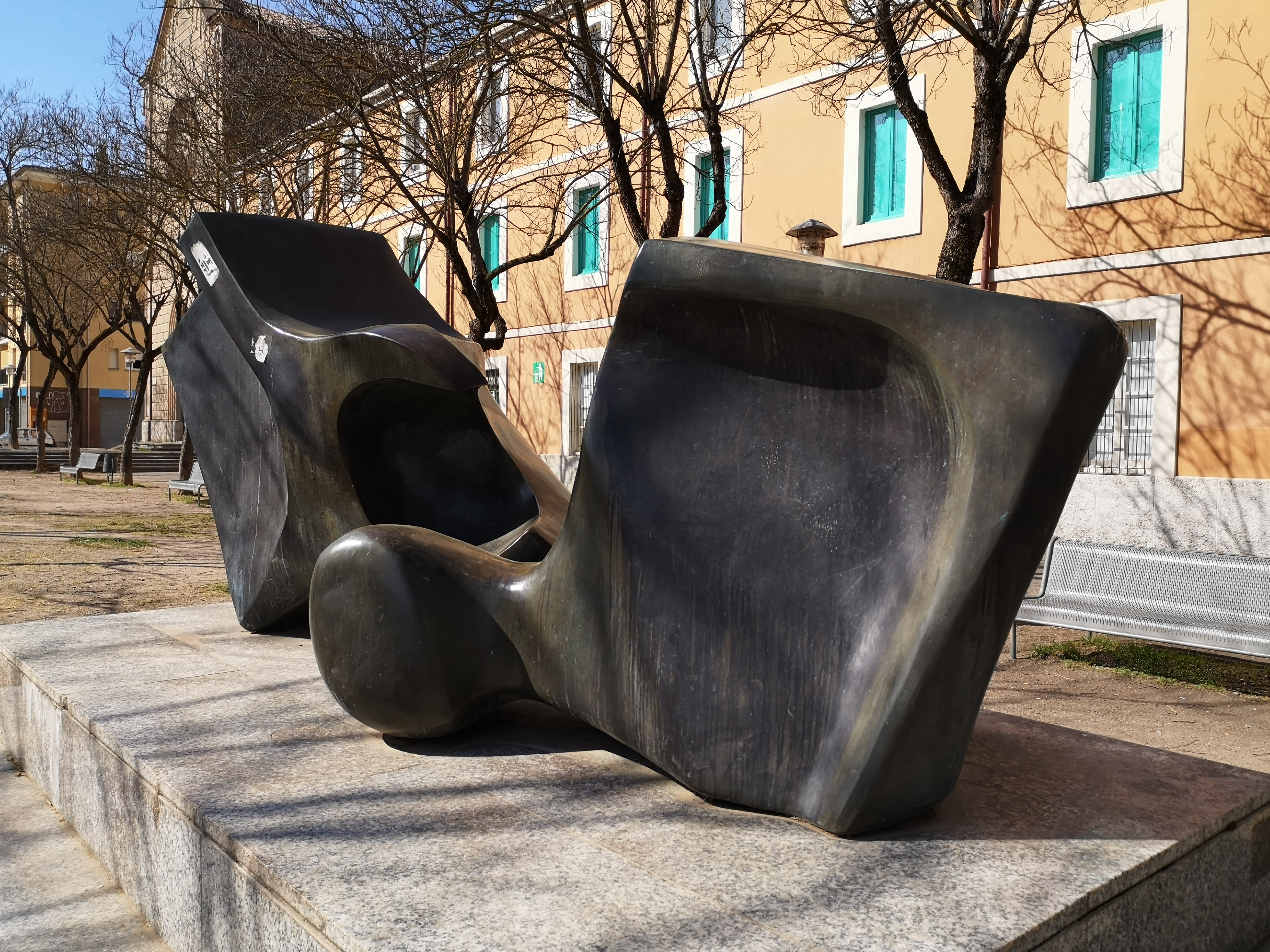
Abraçada, de José Noja, al barri del Pont Major de Girona

José Noja Ortega (Aracena, 7 de gener de 1938 - Madrid, 5 de juliol de 2023), més conegut en el món artístic com Pepe Noja, fou un pintor, escultor i pilot espanyol.

## Biografia
Va iniciar els seus estudis artístics a Andalusia, però, més tard, el 1957 va ingressar a l'Escola de l'Aire, graduant-se com a pilot. Comença a treballar llavors en aviació civil, i des de 1960 per la companyia holandesa KLM. Això li va suposar passar moltes temporades als Països Baixos, cosa que li va permetre jugar com a futbolista a l'Ajax d'Amsterdam, d'una banda i d'altra, obtenir, el 1962, una beca de l'Estat holandès per estudiar a la Famous Arts School of California, el que va donar peu a començar la seva producció artística personal i a fer les seves exposicions.
A partir de 1975, torna a Espanya, i es dedica fonamentalment a dissenyar i produir obres que adornen espais públics de ciutats i pobles.
Una altra de les aportacions de Noja a l'escultura pública és la seva tasca com a promotor de museus d'escultura a l'aire lliure, com és el cas del Museu d'escultura a l'aire lliure d'Aracena (1985), Museu d'Art Contemporani V Centenari, Huelva (1991), Museu d'escultura a l'aire lliure de Càceres (1997) i, més recentment, el desenvolupat a Santurce (2003).

## Estil
José Noja es forma a l'escola de Pablo Serrano, utilitzant inicialment materials ferms i consistents (fusta, pedra i bronze); la seva primera producció és eminentment expressionista. Però aviat es produeix la seva evolució cap al formalisme abstracte, que l'autor desenvolupa centrant-se en la idea de la forma geomètrica primària del cilindre.
Es pot dir que Noja és escultor d'idees, destacant entre altres els monuments creats en honor dels Drets Humans, a la Constitució, i als símbols de l'Amistat i la Solidaritat. Com a obra cimera que representa aquesta tendència de l'artista, cal parlar del grup titulat "Estrellas", que està ubicat al vestíbul de l'Estació principal de Metro a la Puerta del Sol de Madrid; també ha realitzat monuments a personatges genèrics i institucions, com el del Miner a Puertollano, el del Zapatero a Almansa, el del V Centenari del Descobriment a Huelva, el de la Indústria del Moble a Yecla, l'Avi a Alcobendas, i a la Llibertat a Laguna de Duero, a les Tres Cultures, a Alcalá de Henares, al Mil·lenni, a Leganés, ja la Música a l'Auditori Nacional de Madrid.
No vol dir això que Noja no hagi treballat l'aspecte més figuratiu, en aquest àmbit cal destacar les escultures que ha creat en homenatge a personatges espanyols: el monument a Manuel Azaña i el grup de la rotonda dels Aguadores són una bona mostra del que es diu. Moltes d'aquestes obres pertanyen a l'epígraf de "Obres públiques".

## Activitat artística

### Exposicions
José Noja ha participat des dels seus inicis en moltes exposicions, tant individuals com lectives, entre les que podem destacar:
- 1955-1958.

“A Otoño Juvenil”, Passeig del Prado, Madrid.
Fira del Camp, Sala d'Exposicions, Madrid.
Sala Lealtad, Madrid.
- 1958.

Galeria Simone De Haags, Amsterdam, Països Baixos.
- 1960.

Galeria Omel, Londres, Regne Unit.
Senatore, Sttutgar, Alemanya.
Milà, Itàlia.
Universitat d'Estocolm, Suècia
Galeria 20, Arnherm, Països Baixos.
Galeria Space, Harlem, Països Baixos.
- 1961.

Eschernbach, Palaix De Beaux Arts, Brussel·les, Bèlgica.
Rotterdamsche Kinstkring, Rotterdam, Països Baixos.
- 1962.

Furstenberg, París, França.
Galeria Space, Amsterdam, Països Baixos.
Bonn Modern Spanisch Painting, Londres, Regne Unit.
Vriken, Estocolm, Suècia.
Boekhandel, K.J.Bas, Amsterdam, Països Baixos.
Kunstenaars Centrum, Fiergarten, Berlín.
- 1963.

Galeria Tragueto, Venècia, Itàlia.
Zonnehof, Amersfoort, Estocolm, Suècia.
Nicolai Kirke, Copenhaguen, Dinamarca.

### Obres Públiques
José Noja pot considerar un dels artistes amb major producció d'obra pública, en la nostra geografia.
Tot i que inicialment es pot veure en les seves obres públiques una forta influència de Pablo Serrano, com queda evident en la seva obra "Monumento a Largo Caballero" a Madrid, ràpidament crea el seu propi llenguatge artístic, centrant el seu protagonisme la forma primària del cilindre.
Com a material per a les seves obres públiques, tant d'interior com d'exterior, sol utilitzar l'acer, passant a utilitzar últimament l'acer inoxidable.
Entre les seves obres públiques destaquen:
- Monument al "Abuelo", 1976, Alcobendas, Madrid.
- Monument a Fernando de los Ríos, 1980, Granada.
- Monument a Pablo Neruda, 1981, Madrid.
- Monument a la “Libertad”, 1982, Llacuna de Duero, Valladolid.
- Monument al miner, 1982, Puertollano, Ciudad Real.
- Monument a la Constitució, 1983, Vitòria.
- “Abrazo”, 1983, Vitòria.
- Monument a Pablo Picasso, 1983, Tudela de Duero, Valladolid.
- Monument a Largo Caballero, 1985, Madrid.
- Monument al sabater, 1985, Almansa.
- Monument a la Indústria, 1985, Yecla, Múrcia.
- Monument a los “cantes” de Huelva, 1985, Huelva.
- Monument a Besteiro, 1985, Madrid.
- “Abrazo”, 1986, Girona.
- “Abrazo”, 1986, Torrejón d'Ardoz.
- Bust d'Enrique Tierno, 1986, Ciutat Real.
- Monument a Salvador Espriu, 1986, Sant Feliu de Guíxols, Girona.
- “Abrazo”, 1987, Museu d'escultura a l'aire lliure d'Aracena.
- Monument a Manuel Azaña, 1987, Alcalá de Henares, Madrid.
- Monument a la música, 1989, Auditori Nacional, Madrid.
- Monument "Europa", 1989, Platja D'aro, Girona.
- Monument al V Centenari, 1990, Huelva.
- “Monumento a los Aguadores”, 1990, Alcalá de Henares; Madrid.
- Asturias (escultura), 1991, Carrer Uría (davant de l'estació de Renfe), Oviedo.
- Monument als Drets Humans, 1998, Avinguda de Joan Carles I, Leganés, Madrid.
- Solidaritat, 1999, Parque del Rinconín, Gijón.
- Monument al Mil·lenni, 2000, Plaça del Mil·lenni, Avinguda del Mar Mediterrani, Leganés, Madrid.
- Punt de trobada, 2002, Avinguda de Sant Agustí, Avilés.
- “Eslabón”, 2002, Carrer Jovellanos, Avilés.
- Amistat, 2003, Parc de Santurtzi, Santurtzi, Biscaia.
- Bust de Ramón Rubial, s / f, Santurtzi, Biscaia.